# Metátese de olefina

Reaction scheme of the olefin metathesis - changing groups are colored

Metátese de olefina ou transalquilidenação é uma reação orgânica que implica redistribuição de fragmentos de alcenos (olefinas) pela cisão de ligações duplas carbono-carbono. Os catalisadores para esta reação evoluíram rapidamente nas últimas décadas. Devido à relativa simplicidade da metátese de olefinas, muitas vezes cria subprodutos menos indesejados e resíduos perigosos do que reações orgânicas alternativas. Por sua elucidação do mecanismo de reação e sua descoberta de uma variedade de catalisadores altamente eficientes e seletivos, Yves Chauvin, Robert H. Grubbs, e Richard R. Schrock foram coletivamente agraciados com o Prêmio Nobel de Química de 2005.